# Équateur
Den här artikeln handlar om den nuvarande provinsen Équateur. För den tidigare provinsen med samma namn, se Équateur (1966–2006).

Équateurs läge i Kongo-Kinshasa.

Équateur är en provins i Kongo-Kinshasa, som bildades tillsammans med fyra andra ur den tidigare provinsen Équateur, enligt planer i konstitutionen 2006, genomförda 2015. Huvudstad är Mbandaka och officiellt språk lingala. Provinsen har 2 837 779 invånare (1998) på en yta av 65 070 km². Förutom huvudstaden är den indelad i territorierna Basankusu, Bolomba, Bomongo, Bikoro, Ingende, Lukolela och Makanza.

## Historia
Équateur var från 1888 ett distrikt i Kongostaten, omfattande i stort sett de nuvarande provinserna Équateur och Tshuapa med undantag för de nuvarande territorierna Bomongo och Makanza. Huvudort var Coquilhatville (idag Mbandaka). Där fanns vid sekelskiftet territoriell domstol, militärdomstol, folkbokföringskontor, tullstation, medicinsk station och notariat. Andra viktiga orter för kolonialförvaltningen vid denna tid var Bamania, där det fanns en katolsk mission som var huvudstation för trappisterna, Irebu, där det fanns träningsläger, folkbokföringskontor, tullkontor och protestantisk mission, Basankusu, som var huvudstation för Abir (Anglo-Belgian India Rubber), samt Lukolela, där det fanns skogsexploatering, tullstation och protestantisk mission. Dessutom fanns protestantiska missioner i Lulongo, Équateurville, Bonginda, Ikoko, Ikan och Bongandanga, samt faktorier i Lulongo, Équateurville, Bombinda, Boyenge och Busira-Monene.
Den norra delen av distriktet avskildes som Lulonga 1912. De två distrikten ingick i provinsen Équateur från 1914 och återförenades 1932 under namnet Tshuapa, med Boende som huvudort. Ett nytt distrikt Équateur bildades 1949 av den västra delen av det tidigare Tshuapa samt territoriet Nouvelle-Anvers (nuvarande Bomongo och Makanza) från distriktet Congo-Ubangi. Territoriet Basankusu överfördes från Tshuapa 1955 och distriktet Équateur fick då samma utsträckning som den nuvarande provinsen. Under perioden 1962–1966 var området uppdelat mellan de två provinserna Moyen-Congo och Cuvette-Centrale. När provinsen Équateur och de ingående distrikten återupprättades ställdes Mbandaka utanför distriktsindelningen. Mbandaka och distriktet Équateur bildade den nya provinsen Équateur 2015.